# Tsheten Shabdrung Jigme Rigpe Lodrö
| Tibetische Bezeichnung                                                  |
| ----------------------------------------------------------------------- |
| Wylie-Transliteration: tshe tan zhabs drung 'jigs med rig pa'i blo gros |
| Chinesische Bezeichnung                                                 |
| Vereinfacht: 才旦夏茸•晋美柔白罗哲                                      |
| Pinyin:Caidan Xiarong Jinmei Roubai Luozhe                              |

Tsheten Shabdrung Jigme Rigpe Lodrö (tib.: tshe tan zhabs drung 'jigs med rig pa'i blo gros; * 22. April 1910 in Xunhua; † 1985) aus Amdo, kurz meist: Tsheten Shabdrung (tib. ཚེ་བརྟན་ཞབས་དྲུང་; Wyl. Tshe tan Zhabs drung), war ein tibetischer Geistlicher der Gelug-Schule des tibetischen Buddhismus und ein bedeutender Tibetologe. 

## Leben
Er war der 5. (bzw. 6.) Tsheten Shabdrung Rinpoche. Er gilt als der erste tibetische Grammatiker und ist der Verfasser wichtiger Lokalgeschichten, den Werken dan tig dkar chag zum Dentig-Kloster und bya khyung gdan rabs zum Chakhyung-Kloster. Unter seinem Namen erschien das tibetisch-chinesische Wörterbuch dag yig thon mi'i dgongs rgyan. Die Gesammelten Werke von Tsheten Shabdrung (tshe tan zhabs drung gi gsung 'bum) erschienen im Verlag Qinghai minzu chubanshe.

### Nachschlagewerke
- Zangzu da cidian. Lanzhou 2003